# Pietermanskreek
De vaargeul Pietermanskreek is een betonde vaargeul in de Oosterschelde in de provincie Zeeland. Drie kilometer vanaf het begin van het Lodijksche Gat splitst de Pietermanskreek  zich zuidwaarts af. Verder zuidzuidoost (3 km) gaat de geul over in de Mosselkreek of ook wel Westgat genoemd, en op dat punt splitst ook het niet betonde Windgat zich af.
De wateren zijn zeewater en hebben een getij.
De vaargeulen Lodijksche Gat, Pietermanskreek zijn te gebruiken voor schepen van CEMT-klasse 0.
Het Lodijksche Gat, Pietermanskreek, Mosselkreek en Westgat zijn onderdeel van het Nationaal Park Oosterschelde en vallen ook binnen het Natura 2000-gebied Oosterschelde.